# Tom van Walle
Tom van Walle (Ekeren, 7 augustus 1987) is een Belgisch voormalig volleyballer.

## Levensloop
Van Walle begon met volleyballen bij Fixit Volley Kalmthout, later ging hij aan de slag bij VBC Kapellen, Kon. Volharding Eisden en Aquacare Halen. In 2011 ging hij aan de slag bij PNV Waasland en het daaropvolgende seizoen bij Precura Antwerpen. Met deze club won hij in 2014 de Beker van België.
Daarnaast was Van Walle actief in het beachvolleybal, waarin hij een team vormde met Dries Koekelkoren en Ward Coucke. In toaal werd hij negenmaal Belgisch kampioen. In 2009, '14, '15, '16,'17 en '21 met Koekelkoren en in 2011, '12 en '13 met Coucke. In 2010 behaalde hij zilver met Koekelkoren. In 2021 nam hij afscheid van het hoogste niveau en sinds 2022 maakt hij deel uit van het trainerskorps van de Top Beachvolleybal Academie. Daarnaast is hij coach bij Fixit Volley Kalmthout.
Zijn tweelingbroer Gert is ook actief in het volleybal.